# Sandlapper 200 1963
Sandlapper 200 1963 var ett stockcarlopp ingående i Nascar Grand National Series (nuvarande Nascar Cup Series) som kördes 8 augusti 1963 på den 0,5 mile (804,672 m) långa ovalbanan Columbia Speedway i Cayce, en förort till Columbia i South Carolina. Totalt avverkades 100 miles (160,934 km) fördelat på 200 varv. Banunderlaget var dirt. Loppet vanns av Richard Petty i en Plymouth på tiden 1:47.55 körande för Petty Enterprises. Pettyss snitthastighet uppgick till 55,598 mph. Det var Pettys 25:e vinst av totalt 200 i karriären. Prispotten uppgick till 4 825 dollar, varav 1 140 dollar gick till segraren.

## Resultat
| Plc     | Nr | Förare          | Team/ bilägare        | Konstruktör | Start | Varv | Ledda varv |
| ------- | -- | --------------- | --------------------- | ----------- | ----- | ---- | ---------- |
| 1       | 43 | Richard Petty   | Petty Enterprises     | Plymouth    | 1     | 200  | 138        |
| 2       | 6  | David Pearson   | Owens Racing          | Dodge       | 12    | 200  | 62         |
| 3       | 99 | Bobby Isaac     | Bondy Long            | Ford        | 3     | 200  | 0          |
| 4       | 11 | Ned Jarrett     | Burton-Robinson       | Ford        | 5     | 200  | 0          |
| 5       | 03 | G.C. Spencer    | GC Spencer Racing     | Chevrolet   | 8     | 198  | 0          |
| 6       | 5  | Billy Wade      | Owens Racing          | Dodge       | 9     | 198  | 0          |
| 7       | 48 | Jack Smith      | Jack Smith            | Plymouth    | 13    | 197  | 0          |
| 8       | 19 | Cale Yarborough | Herman Beam           | Ford        | 10    | 196  | 0          |
| 9       | 34 | Wendell Scott   | Scott Racing          | Chevrolet   | 16    | 191  | 0          |
| 10      | 57 | Bobby Keck      | Pete Stewart          | Ford        | 21    | 186  | 0          |
| 11      | 8  | Joe Weatherly   | Bud Moore Engineering | Pontiac     | 2     | 185  | 0          |
| 12      | 62 | Curtis Crider   | Curtis Crider+        | Mercury     | 14    | 185  | 0          |
| 13      | X  | Frank Warren    | i.u.                  | Pontiac     | 18    | 183  | 0          |
| 14      | 76 | J.D. McDuffie   | McDuffie Racing       | Ford        | 6     | 127  | 0          |
| 15      | 87 | Buck Baker      | Buck Baker Racing     | Pontiac     | 7     | 108  | 0          |
| 16      | 89 | Joel Davis      | Joel Davis            | Pontiac     | 20    | 104  | 0          |
| 17      | 3  | Junior Johnson  | Fox Racing            | Chevrolet   | 4     | 102  | 0          |
| 18      | 31 | Billy Oswald    | James Kelly           | Mercury     | 22    | 61   | 0          |
| 19      | 2  | Fred Harb       | Cliff Stewart Racing  | Pontiac     | 17    | 46   | 0          |
| 20      | 54 | Jimmy Pardue    | Pete Stewart          | Pontiac     | 11    | 41   | 0          |
| 21      | 68 | Ed Livingston   | Ed Livingston         | Ford        | 19    | 10   | 0          |
| 22      | 05 | Possum Jones    | Possum Jones          | Pontiac     | 15    | 5    | 0          |
| Källor: |    |                 |                       |             |       |      |            |